# Чемпіонат світу з футболу 1974 (кваліфікаційний раунд, АФК і ОФК)
У рамках відбіркового турніру до чемпіонату світу з футболу 1974 команди з Азії (АФК) і регіону Австралії та Океанії (ОФК) змагалися за одне місце у фінальній частині чемпіонату світу з футболу 1974.
З 18 команд, які висловили бажання позмагатися за путівку на світову першість, три (збірні Індії, Шрі-Ланки та Філіппін) відкликали свої заявки на участь до початку турніру.
Решта 15 команд розіграли право участі у чемпіонаті світу у декілька етапів. Протягом основної частини турніру змагання відбувалися у двох Зонах, розподіл між якими був здійснений за географічною ознакою та з урахуванням політичних міркувань.
- У Зоні A змагалися 7 команд (представники Східної Азії, а також збірна Ізраїлю, участь якої у змаганні в Зоні B унеможливлювалася наявністю там збірних арабських країн). Змагання проводилося у Південній Кореї у чотири етапи:
  - Класифікаційні матчі: Усі команди крім збірної Південної Кореї були поділені на пари, в рамках яких проводилося по одній грі для визначення класифікації для групового етапу.
  - Груповий етап: з урахуванням результатів класифікаційних матчів, покликаних вирівняти групи між собою за силою учасників, команди були розподілені між двому групами (Група 1 мала трьох учасників, а Група 2 — чотирьох). Всі команди кожної з груп грали між собою по одній грі. Команди, що посіли перші і другі місця у групах проходили до півфіналів.
  - Півфінали: переможець Групи 1 грав один матч з командою, що посіла друге місце у Групі 2, і навпаки. Переможці з кожної півфінальної пари проходили до фіналу.
  - Фінал: переможці півфінальних ігор визначали між собою в одному матчі переможця Зони A.
- У Зоні B виступали 8 команд (збірні Західної Азії та Океанії, а також збірні Індонезії та КНДР). Турнір відбувався у два етапи:
  - Груповий етап: команди були розділені на 2 групи по чотири збірні у кожній. Кожний з учасників грав із кожним із суперників по дві гри (матчі Групи 1 відбувалися в Ірані, а Групи 2 — в Австралії і Новій Зеландії). Переможці груп виходили до фіналу.
  - Фінал: переможці груп грали між собою дві гри, по одній вдома і у гостях. Переможець за сумою двох матчів ставав переможцем Зони B.

У Фінальному раунді переможці змагань у кожній із Зон грали між собою дві гри, по одній вдома і у гостях. Переможець за сумою двох матчів ставав переможцем відбіркового турніру. За результатами кваліфікаційного раунду учасником чемпіонату світу 1974 від регіону Азії і Океанії уперше у своїй історії стала збірна Австралії.

## Зона A

### Ігри класифікації
| 16 травня 1973 |

| Південний В'єтнам  | 1 – 0 | Таїланд |
| ------------------ | ----- | ------- |
| Міларпкіт 83' (аг) |       |         |

| Сеул, Південна Корея Арбітр: Коффман (Нова Зеландія) |

| 16 травня 1973 |

| Ізраїль       | 2 – 1 | Японія       |
| ------------- | ----- | ------------ |
| Онана 5', 61' |       | Хірасава 28' |

| Сеул, Південна Корея Арбітр: Бошкович (Австралія) |

| 17 травня 1973 |

| Гонконг         | 1 – 0 | Малайзія |
| --------------- | ----- | -------- |
| Ло Хунь Хой 53' |       |          |

| Сеул, Південна Корея Арбітр: Азам (Індія) |

За результатами класифікаційних ігор Південний В'єтнам, Японія та Гонконг потрапили до Групи 1, а Таїланд, Ізраїль та Малайзія стали учасниками змагань у Групі 2, де приєдналися до Південної Кореї.

### Група 1
| Місце | Команда           | О | І | В | Н | П | Г+ | Г- | РГ |
| ----- | ----------------- | - | - | - | - | - | -- | -- | -- |
| 1     | Гонконг           | 4 | 2 | 2 | 0 | 0 | 2  | 0  | +2 |
| 2     | Японія            | 2 | 2 | 1 | 0 | 1 | 4  | 1  | +3 |
| 3     | Південний В'єтнам | 0 | 2 | 0 | 0 | 2 | 0  | 5  | −5 |

| 20 травня 1973 |

| Японія                                   | 4 – 0 | Південний В'єтнам |
| ---------------------------------------- | ----- | ----------------- |
| Камамото 6', 86' Морі 19' Кванг 54' (аг) |       |                   |

| Сеул, Південна Корея Арбітр: Коффман (Нова Зеландія) |

| 22 травня 1973 |

| Гонконг         | 1 – 0 | Японія |
| --------------- | ----- | ------ |
| Квок Ка Мін 83' |       |        |

| Сеул, Південна Корея Арбітр: Бошкович (Австралія) |

| 24 травня 1973 |

| Гонконг            | 1 – 0 | Південний В'єтнам |
| ------------------ | ----- | ----------------- |
| Юень Куень Чху 68' |       |                   |

| Сеул, Південна Корея Арбітр: Аїнг Кім Еан (Камбоджа) |

Гонконг і Японія пройшли до півфіналу Зони A.

### Група 2
| Місце | Команда        | О | І | В | Н | П | Г+ | Г- | РГ  |
| ----- | -------------- | - | - | - | - | - | -- | -- | --- |
| 1     | Ізраїль        | 5 | 3 | 2 | 1 | 0 | 9  | 0  | +9  |
| 2     | Південна Корея | 4 | 3 | 1 | 2 | 0 | 4  | 0  | +4  |
| 3     | Малайзія       | 3 | 3 | 1 | 1 | 1 | 2  | 3  | −1  |
| 4     | Таїланд        | 0 | 3 | 0 | 0 | 3 | 0  | 12 | −12 |

| 19 травня 1973 |

| Ізраїль                      | 3 – 0 | Малайзія |
| ---------------------------- | ----- | -------- |
| Фаркаш 50' Шум 62' Онана 82' |       |          |

| Сеул, Південна Корея Арбітр: Аїнг Кім Еан (Камбоджа) |

| 19 травня 1973 |

| Південна Корея                                        | 4 – 0 | Таїланд |
| ----------------------------------------------------- | ----- | ------- |
| Чха Бом Ґин 52' Кім Че Хань 63' Чхун К'ю Пон 79', 84' |       |         |

| Сеул, Південна Корея Глядачів: 50.000 Арбітр: Руслан Хатта (Індонезія) |

| 21 травня 1973 |

| Південна Корея | 0 – 0 | Малайзія |
| -------------- | ----- | -------- |
|                |       |          |

| Сеул, Південна Корея Арбітр: У Тін Тхут (Бірма) |

| 21 травня 1973 |

| Ізраїль                                                | 6 – 0 | Таїланд |
| ------------------------------------------------------ | ----- | ------- |
| Борба 12' Шпіглер 62' Шум 69' Розен 73', 84' Онана 78' |       |         |

| Сеул, Південна Корея Арбітр: Діллон (Сінгапур) |

| 23 травня 1973 |

| Південна Корея | 0 – 0 | Ізраїль |
| -------------- | ----- | ------- |
|                |       |         |

| Сеул, Південна Корея Арбітр: У Тін Тхут (Бірма) |

| 23 травня 1973 |

| Малайзія                 | 2 – 0 | Таїланд |
| ------------------------ | ----- | ------- |
| Шахаруддін 70' Харун 89' |       |         |

| Сеул, Південна Корея Арбітр: Азам (Індія) |

Ізраїль і Південна Корея пройшли до півфіналу Зони A.

### Півфінали
| 26 травня 1973 |

| Південна Корея                                   | 3 – 1 | Гонконг           |
| ------------------------------------------------ | ----- | ----------------- |
| Кім Че Хань 45' Пак Ї Чхунь 52' Чхун К'ю Пон 72' |       | Юень Куень Чху 5' |

| Сеул, Південна Корея Арбітр: Руслан Хатта (Індонезія) |

| 26 травня 1973 |

| Ізраїль    | 1 – 0 (д.ч.) | Японія |
| ---------- | ------------ | ------ |
| Онана 110' |              |        |

| Сеул, Південна Корея Арбітр: Діллон (Сінгапур) |

Ізраїль і Південна Корея пройшли до фіналу Зони A.

### Фінал
| 28 травня 1973 |

| Південна Корея   | 1 – 0 (д.ч.) | Ізраїль |
| ---------------- | ------------ | ------- |
| Чха Бом Ґин 109' |              |         |

| Сеул, Південна Корея Арбітр: У Тін Тхут (Бірма) |

Південна Корея пройшла до Фінального раунду.

## Зона B

### Група 1
| Місце | Команда        | О | І | В | Н | П | Г+ | Г- | РГ |
| ----- | -------------- | - | - | - | - | - | -- | -- | -- |
| 1     | Іран           | 9 | 6 | 4 | 1 | 1 | 7  | 3  | +4 |
| 2     | Сирія          | 7 | 6 | 3 | 1 | 2 | 6  | 6  | 0  |
| 3     | Північна Корея | 5 | 6 | 1 | 3 | 2 | 5  | 5  | 0  |
| 4     | Кувейт         | 3 | 6 | 1 | 1 | 4 | 4  | 8  | −4 |

| 4 травня 1973 |

| Іран | 0 – 0 | Північна Корея |
| ---- | ----- | -------------- |
|      |       |                |

| Тегеран, Іран Арбітр: Рамалінгам (Малайзія) |

| 4 травня 1973 |

| Сирія                  | 2 – 1 | Кувейт           |
| ---------------------- | ----- | ---------------- |
| Шахрестан 62' Нано 65' |       | Аль-Дурайхем 57' |

| Тегеран, Іран Арбітр: Он Ен Йон (Сінгапур) |

| 6 травня 1973 |

| Північна Корея  | 1 – 1 | Сирія         |
| --------------- | ----- | ------------- |
| Кім Йон Мін 53' |       | Шахрестан 71' |

| Тегеран, Іран Арбітр: Геткаев (Таїланд) |

| 6 травня 1973 |

| Іран                   | 2 – 1 | Кувейт     |
| ---------------------- | ----- | ---------- |
| Вафаках 23' Парвін 56' |       | Камель 83' |

| Тегеран, Іран Арбітр: Ер Ві К'ям (Малайзія) |

| 8 травня 1973 |

| Північна Корея | 0 – 0 | Кувейт |
| -------------- | ----- | ------ |
|                |       |        |

| Тегеран, Іран Арбітр: Ваз (Індія) |

| 8 травня 1973 |

| Іран           | 1 – 0 | Сирія |
| -------------- | ----- | ----- |
| Каргарджам 85' |       |       |

| Тегеран, Іран Арбітр: Срідараноп (Таїланд) |

| 11 травня 1973 |

| Іран                     | 2 – 1 | Північна Корея  |
| ------------------------ | ----- | --------------- |
| Монаджаті 19' Садегі 89' |       | Пак Сун Чин 48' |

| Тегеран, Іран Арбітр: Он Ен Йон (Сінгапур) |

| 11 травня 1973 |

| Сирія                  | 2 – 0 | Кувейт |
| ---------------------- | ----- | ------ |
| Саїд 18' Шахрестан 90' |       |        |

| Тегеран, Іран Арбітр: Хамза Алі Мірза (Бахрейн) |

| 13 травня 1973 |

| Північна Корея                 | 3 – 0 | Сирія |
| ------------------------------ | ----- | ----- |
| Ан Сі Ок 30' Ма Чун У 39', 77' |       |       |

| Тегеран, Іран Арбітр: Ваз (Індія) |

| 13 травня 1973 |

| Іран                             | 2 – 0 | Кувейт |
| -------------------------------- | ----- | ------ |
| Гелічхані 60' (pen) Джаббарі 74' |       |        |

| Тегеран, Іран Арбітр: Срідараноп (Таїланд) |

| 15 травня 1973 |

| Сирія     | 1 – 0 | Іран |
| --------- | ----- | ---- |
| Татіш 12' |       |      |

| Тегеран, Іран Арбітр: Демірджян (Ліван) |

| 15 травня 1973 |

| Кувейт            | 2 – 0 | Північна Корея |
| ----------------- | ----- | -------------- |
| Бо Хамад 31', 51' |       |                |

| Тегеран, Іран Арбітр: Геткаев (Таїланд) |

Іран вийшов до фіналу Зони B.

### Група 2
| Місце | Команда       | О | І | В | Н | П | Г+ | Г- | РГ |
| ----- | ------------- | - | - | - | - | - | -- | -- | -- |
| 1     | Австралія     | 9 | 6 | 3 | 3 | 0 | 15 | 6  | +9 |
| 2     | Ірак          | 8 | 6 | 3 | 2 | 1 | 11 | 6  | +5 |
| 3     | Індонезія     | 4 | 6 | 1 | 2 | 3 | 6  | 13 | −7 |
| 4     | Нова Зеландія | 3 | 6 | 0 | 3 | 3 | 5  | 12 | −7 |

| 4 березня 1973 |

| Нова Зеландія | 1 – 1 | Австралія    |
| ------------- | ----- | ------------ |
| Тернер 57'    |       | Кемпбелл 85' |

| Маунт Смарт Глядачів: 12,000 Арбітр: Лук Тат Сун (Гонконг) |

| 11 березня 1973 |

| Індонезія      | 1 – 1 | Нова Зеландія |
| -------------- | ----- | ------------- |
| Панггабеан 13' |       | Вест 74'      |

| Сідней Спортс Граунд Глядачів: 28,514 Арбітр: Махіндран (Малайзія) |

| 11 березня 1973 |

| Австралія                   | 3 – 1 | Ірак     |
| --------------------------- | ----- | -------- |
| Річардс 49' Елстон 80', 85' |       | Нурі 89' |

| Сідней Спортс Граунд Глядачів: 28,514 Арбітр: Говіндасамі Суппія (Сінгапур) |

| 13 березня 1973 |

| Ірак                | 2 – 0 | Нова Зеландія |
| ------------------- | ----- | ------------- |
| Рашид 10' Хатім 40' |       |               |

| Сідней Спортс Граунд Глядачів: 12,763 Арбітр: Фернандо Альварес (Філіппіни) |

| 13 березня 1973 |

| Австралія               | 2 – 1 | Індонезія |
| ----------------------- | ----- | --------- |
| Кемпбелл 23' Елстон 42' |       | Ідріс 36' |

| Сідней Спортс Граунд Глядачів: 12,763 Арбітр: Дау Ван Дзу (Південний В'єтнам) |

| 16 березня 1973 |

| Ірак      | 1 – 1 | Індонезія |
| --------- | ----- | --------- |
| Кадім 23' |       | Ідріс 43' |

| Сідней Спортс Граунд Глядачів: 14,071 Арбітр: Кім Чу Вон (Південна Корея) |

| 16 березня 1973 |

| Австралія                             | 3 – 3 | Нова Зеландія                      |
| ------------------------------------- | ----- | ---------------------------------- |
| Утешенович 11' Баарц 19' Бульєвич 26' |       | Вест 10' Тіндолл 50' Гогг 86' (аг) |

| Сідней Спортс Граунд Глядачів: 14,071 Арбітр: Махіндран (Малайзія) |

| 18 березня 1973 |

| Австралія | 0 – 0 | Ірак |
| --------- | ----- | ---- |
|           |       |      |

| Олімпік Парк Глядачів: 10,684 Арбітр: Масатосі Нагасіма (Японія) |

| 18 березня 1973 |

| Індонезія         | 1 – 0 | Нова Зеландія |
| ----------------- | ----- | ------------- |
| Тіллотсон 7' (аг) |       |               |

| Олімпік Парк Глядачів: 10,684 Арбітр: Говіндасамі Суппія (Сінгапур) |

| 21 березня 1973 |

| Ірак                               | 3 – 2 | Індонезія                 |
| ---------------------------------- | ----- | ------------------------- |
| Азіз 22' (пен.) Обеїд 33' Нурі 72' |       | Панггабеан 25' Асмара 58' |

| Сідней Спортс Граунд Глядачів: 2,000 Арбітр: Лук Тат Сун (Гонконг) |

| 24 березня 1973 |

| Ірак                         | 4 – 0 | Нова Зеландія |
| ---------------------------- | ----- | ------------- |
| Хатім 4', 15', 67' Кадім 23' |       |               |

| Сідней Спортс Граунд Глядачів: 12,390 Арбітр: Кім Чу Вон (Південна Корея) |

| 24 березня 1973 |

| Австралія                                            | 6 – 0 | Індонезія |
| ---------------------------------------------------- | ----- | --------- |
| Маккей 3', 40' Абоньї 23', 54' Річардс 72' Баарц 78' |       |           |

| Сідней, Австралія Глядачів: 12,390 Арбітр: Масатосі Нагасіма (Японія) |

Австралія пройшла до фіналу Зони B.

### Фінал
| 18 серпня 1973 |

| Австралія                        | 3 – 0 | Іран |
| -------------------------------- | ----- | ---- |
| Елстон 43' Абоньї 45' Вілсон 83' |       |      |

| Сідней, Австралія Арбітр: Шойрер (Швейцарія) |

| 24 серпня 1973 |

| Іран               | 2 – 0 (2 – 3 за сумою) | Австралія |
| ------------------ | ---------------------- | --------- |
| Гелічхані 14', 32' |                        |           |

| Тегеран, Іран Арбітр: Казаков (СРСР) |

Австралія пройшла до Фінального раунду.

## Фінальний раунд
| 28 жовтня 1973 |

| Австралія | 0 – 0 | Південна Корея |
| --------- | ----- | -------------- |
|           |       |                |

| Сідней, Австралія Арбітр: Лоро (Бельгія) |

| 10 листопада 1973 |

| Південна Корея                | 2 – 2 (2 – 2 за сумою) | Австралія              |
| ----------------------------- | ---------------------- | ---------------------- |
| Кім Че Хань 15' Ко Чхе Ук 27' |                        | Бульєвич 29' Баарц 48' |

| Сеул, Південна Корея Арбітр: Ван Гемерт (Нідерланди) |

За сумою двох матчів рахунок був нічийним 2:2, тому було призначено додатковий матч на нейтральному полі для визначення учасника фінальної частини ЧС-1974.
| 13 листопада 1973 |

| Австралія  | 1 – 0 | Південна Корея |
| ---------- | ----- | -------------- |
| Маккей 70' |       |                |

| Гонконг Арбітр: Ван Гемерт (Нідерланди) |

Австралія кваліфікувалася.

## Бомбардири
5 голів
| - Моше Онана |

4 голи
| - Едріен Елстон - Сабах Хатім |

3 голи
| - Аттіла Абоньї - Рей Баарц | - Джиммі Маккей - Парвіз Гелічхані | - Чхун К'ю Пон - Жозеф Шахрестан |

2 голи
| - Бранко Бульєвич - Ерні Кемпбелл - Рей Річардс - Юень Куень Чху - Ісваді Ідріс | - Сарман Панггабеан - Алі Кадім - Ріяд Нурі - Цві Розен - Іцхак Шум | - Камамото Кунісіге - Хамад Бо Хамад - Алан Вест - Ма Чун У - Чха Бом Ґин |

1 гол
| - Дуг Утешенович - Пітер Вілсон - Квок Ка Мін - Ло Хунь Хой - Анджас Асмара - Алі Джаббарі - Акбар Каргарджам - Мехді Монаджаті - Алі Парвін - Мохаммад Садегі - Голам Вафаках - Дуглас Азіз | - Башар Рашид - Салах Обеїд - Джордж Борба - Цві Фаркаш - Мордехай Шпіглер - Хірасава Сюсаку - Морі Кодзі - Ібрагім Аль-Дурайхем - Фаті Камель - Шахаруддін Абдулла - Харун Джусох - Денніс Тіндолл | - Браян Тернер - Ан Сі Ок - Кім Йон Мін - Пак Сун Чин - Кім Че Хань - Ко Чхе Ук - Пак Ї Чхунь - Набіль Нано - Самір Саїд - Абулгані Татіш |

1 автогол
| - Боббі Гогг (у грі проти Нової Зеландії) - Моріс Тіллотсон (у грі проти Індонезії) | - Нгуен Вінь Кванг (у грі проти Японії) | - Супакіт Міларпкіт (у грі проти Південного В'єтнаму) |